# Molnár Áron (színművész)
Molnár Áron (Újvidék, 1987. december 18. –) vajdasági születésű magyar színész, szinkronszínész, környezetvédelmi és társadalmi ügyekkel foglalkozó aktivista. A noÁr mozgalom alapítója.

## Élete
Édesapja gyógytornász, édesanyja pszichológus. Négy éves korában családjával Magyarországra költöztek. Több lakhely után Veszprémben telepedtek le, ahol az általános iskolát végezte.
A budapesti Vörösmarty Mihály Gimnázium dráma tagozatára járt, ahol 2006-ban érettségizett. Első próbálkozásra felvették a Színház- és Filmművészeti Egyetem színművész szakára (SZFE), ahol 2010-ben végzett Gálffi László és Ács János osztályában. A gimnáziumban osztálytársa volt Farkas Dénes és Mohai Tamás, akik később az SZFE-n is osztálytársai voltak. Az SZFE-n szintén osztálytársa volt a színészi pályát később elhagyó Barabás Richárd, a Párbeszéd – A Zöldek Pártja politikusa, Budapest XI. kerületének alpolgármestere.
A 2009/2010-es évadban a Vígszínházban töltötte a gyakorlatát, első szerepét még harmadévesen kapta Molnár Ferenc Játék a kastélyban című darabjában. 2010 és 2015 között a társulat tagja volt. 2013-ban Junior Prima díjat kapott. 2015-től szabadúszó. 2024-ben a Loupe Színházi Társulás alapítója.
A noÁr Mozgalom alapítója, céljuk, hogy a művészet, párbeszéd és a tettek erejével pozitív változást érjenek el. Elmondásuk szerint pártpolitikától függetlenül azért dolgoznak, hogy az emberek egy tudatos, cselekvő társadalmat alkotva egy szabadabb és nyitottabb országban éljenek. „Egy olyan összetartó közösségért küzdünk, ahol nem félünk kinyilvánítani az érzéseinket, véleményünket és mindenkinek van egy ügye.”  
2024-ben bejelentette, hogy mozgalmának tevékenységét felfüggeszti.

### Magánélete
Felesége Duda Éva koreográfus, apósa Duda Ernő virológus.

## Szerepei

### Színházi szerepei
- David Eldridge: Az ünnep – Lars (2006)
- Molnár Ferenc: Játék a kastélyban – Ádám (2009)
- Csehov: A Cseresznyéskert – Lopahin (2010)
- Hegedűs a háztetőn – Jászl (kalapos)
- Túl a Maszat-hegyen – Muhi Andris (2010)
- Shakespeare: Rómeó és Júlia: Tybalt (Lady Capulet unokaöccse) (2011)
- Jürgen Hoffmann: Lenni vagy nem lenni – Andrzej Stasnik (repülőhadnagy) (2011)
- A lovakat lelövik, ugye? – Kovács Jani (2012)
- Shakespeare: Makrancos Kata – Grumio (Petruchio személyi szolgája) (2012)
- Brecht: Jóembert keresünk – harmadik Isten (2012)
- A zöld kilences – hírlapíró (Jassz, Segéd) (2012)
- A padlás – Üteg (a detektív másik balkeze) (2013)
- A dzsungel könyve – Sír Kán  (2013)
- Popfesztivál 40 – pokol angyala (2013)
- Plautus: A hetvenkedő katona – Cselényi (Ostromváry szolgája) (2013)
- Sütő András: Az álomkommandó – Hoffmann Tamás (Robi szerepében) (2013)
- Gogol: A revizor – Pjotr Ivanovics Dobcsinszkij (helyi ingatlanos) (2014)
- Nestroy–Heltay: Lumpáciusz Vagabundusz – Hilárisz (a varázsló fia) – Veres és Szélcsapy (2014)
- Bulgakov: A Mester és Margarita – Hontalan Iván – Lévi Máté (2014)
- Goldoni: Két úr szolgája – Silvio (Dr. Lombardi fia) (2014)
- Brecht: Koldusopera – Ede (2015)
- Shakespeare: Tévedések vígjátéka – Szirakúziai Dromio (2015)
- Csehov: Ványa bácsi – Ivan Petrovics Vojnyickij (Ványa bácsi) (2015)
- Kleist: Amphytrion – Sosias (a hadvezér szolgája) (2016)
- Bulgakov–Vecsei: Iván, a rettenet – Jakin Snittov (filmrendező) (2016)
- Arthur Miller: Az ügynök halála – Biff (2016)
- Cooney–Chapman: Kölcsönlakás – Alistair Spenlow (2016)
- Frida – Dieguito  (2017)

### Film- és televíziószerepei
- Öltöző (2008)
- Csalfa Karma (2011)
- Hacktion (2011)
- Drága besúgott barátaim (2012)
- Aranyélet (2015)
- Memo (2016)
- A Viszkis (2017)
- A mi kis falunk (2017–2020)
- Tóth János (2018–2019)
- X – A rendszerből törölve (2018)
- BÚÉK (2018)
- Egy másik életben (2019)
- Seveled (2019)
- Nino bárkája (2019)
- Mellékhatás (2020–2023)
- Második kör (2020) (rövidfilm)
- Toxikoma (2021)
- Hadik (2023)
- Itt érzem magam otthon (2025)

### Műsorai
- Az Árulók – Gyilkosság a kastélyban (2024, szereplő)

### Szinkronszerepei
| Film vagy sorozat cím : alcím                   | Eredeti cím : alcím                        | Karakter                   | Színész              | Megjegyzés                 |
| ----------------------------------------------- | ------------------------------------------ | -------------------------- | -------------------- | -------------------------- |
| Rómeó és Júlia                                  | Romeo and Juliet                           | Rómeó                      | Martín Rivas         | olasz filmdráma            |
| Átkozottul veszett, sokkolóan gonosz és hitvány | Extremely Wicked, Shockingly Evil and Vile | Ted Bundy                  | Zac Efron            | Bünügyi, thriller          |
| The Walking Dead                                | The Walking Dead                           | Glenn Rhee                 | Steven Yeun          | amerikai horrorsorozat     |
| Need for Speed                                  | Need for Speed                             | Kis Pete Coleman           | Harrison Gilbertson  | amerikai akciófilm         |
| Vámpírnaplók                                    | The vampire diaries                        | Tyler Lockwood             | Michael Trevino      | amerikai horrorsorozat     |
| Bates Motel – Psycho a kezdetektől              | Bates Motel                                | Norman Bates               | Freddie Highmore     | amerikai horrorsorozat     |
| Hazug csajok társasága                          | Pretty Little Liars                        | Caleb Rivers               | Tyler Blackburn      | amerikai filmsorozat       |
| Szulejmán (Csodálatos Század)                   | Muhteşem Yüzyıl                            | Mehmet herceg              | Gürbey İleri         | török televíziós sorozat   |
| A Lego-kaland                                   | The Lego Movie                             | Emmet Kockowski            | Chris Pratt (hangja) | amerikai animációs film    |
| A Lego-kaland 2.                                | The Lego Movie 2: The Second Part          | Emmet Kockowski            | Chris Pratt (hangja) | amerikai animációs film    |
| Amazon: Ügyvéd                                  | She-Hulk: Attorney at Law                  | Eugene Patillio / Ugróbéka | Brandon Stanley      | amerikai szuperhős sorozat |
| Rakoncátlan célpont                             | Wild Target                                | Tony                       | Rupert Grint         | amerikai fekete komédia    |

## Díjai
- Junior Prima díj (2013)
- Pécsi Országos Színházi Találkozó – A legjobb 30 év alatti színész (2014)[16]
- Soós Imre-díj (2015)
- Grup Yorum-díj (2021)[17]
- a TASZ SZABAD-díjának különdíja (TEDx, 2019)[18]
- Arany Medál díj – Az év színésze (2021)[19]